# آندره‌آ اسپرلینگ
آندره‌آ اسپرلینگ (انگلیسی: Andrea Sperling؛ زادهٔ ۱۹۶۹ میلادی) تهیه‌کننده فیلم اهل ایالات متحده آمریکا است. وی دانش‌آموختهٔ دانشگاه کالیفرنیا، سانتا باربارا و از شاگردان گرگ آراکی بود.
از فیلم‌هایی که وی در آن‌ها نقش داشته است، می‌توان به پروفسور مارستون و زن شگفت‌انگیز، همه بیابان، دم، سیاه‌مست، دیوانه‌وار، کابوم، اگر می‌دانستم یک نابغه هستم، روزگار خشن، پاور آپ، دی.ئی.بی.اس.، کدو تنبل، اما من یک تشویق کننده‌ام، آبی بیابان، هیچ‌کجا، نسل نابودی و کاملاً به فنارفته اشاره نمود.